# Исламский банкинг
Исла́мский банкинг (англ. islamic banking, араб. مصرفية إسلامية‎) — банковская деятельность, соответствующая принципам шариата (фикх), и её практическое применение посредством развития исламской экономики. Более корректный термин для исламского банкинга — финансовая деятельность, основанная на принципах шариата.
Шариат запрещает получение установленного процента или вознаграждения за предоставление займа (известного как «риба» или ростовщичество), независимо от того, были платежи по займу фиксированные или плавающие. Инвестиции в предприятия, которые предоставляют товары или услуги, противоречащие исламским принципам (напр., свиноводство или производство алкоголя) также «грешны и запрещены» (харам). Несмотря на то, что эти запреты исторически применялись в той или иной степени в мусульманских странах и общинах для предотвращения неисламской практики, только в конце XX века были основаны несколько банков для применения таких принципов к частным или получастным коммерческим институтам в мусульманском обществе.
По данным на 2019 год, глобальный рынок исламских финансов находится в стадии роста и достиг 2,2 триллиона долларов США, расширившись за год на 7 %, количество коммерческих исламских банков составило 418. Согласно Ernst & Young, несмотря на то, что исламский банкинг управляет только лишь частью банковских активов мусульман, он растёт быстрее, чем банковские активы в целом. Например, в 2009—2013 гг. его темпы роста составили 17,6 %.

## Основные принципы
Правила, по которым функционирует исламский банкинг:
- общий запрет на ссудные проценты;
- запрет на спекуляцию — использование каких-либо обстоятельств, чьих-либо затруднений в своих интересах, своих планах (например, спекуляция на политических затруднениях). Однако «западные» финансовые инструменты в изменённой форме (в соответствии с законами шариата) используются двумя биржами: NASDAQ Dubai и Дубайским финансовым рынком (владелец арабская холдинговая компания Borse Dubai);
- запрет на азартные игры (лотерея и т. п.).

Также существуют социальные и этические условия отбора экономических действий. Особенно к этому относится запрет на инвестиции в:
- производство и потребление алкоголя и табака;
- проституция
- порнография;
- колдовство (в исламе оно выводит из веры);
- переработка мяса животных, которые умерли своей смертью, свинины, мяса животных, которые были забиты не с именем Аллаха (см. Пищевые запреты в исламе)[2].

«Сущность исламской экономики прежде всего … отказ от процента, отказ от фьючерсных сделок. Ближе всего, как методика работы … подходит понятие проектное инвестирование. Это проектное инвестирование, которое связано с разделом рисков, долевым участием. Банк не получает процента, банк изучает человека, который пришёл к нему за помощью, предложенный бизнес-план, анализирует риски… Главная забота — не допустить игр со временем, и не допустить закладывание времени, особенно будущего, ещё не прожитого времени, в пользу каких-то спекулянтов сегодня. Ну в частности, например, существует запрет на продажу урожая пшеницы, который ещё не выращен, что является обычным делом на Западе. … Общество (исламское — прим. ред.) устроено так, что оно фундаментально … ориентированно на реальную экономику … на уровне официальных законов и на уровне общества. … Установка на реальное производство и установка на то, чтобы не давать спекулировать твоим собственным временем. … (описание реального положения в исламском мире — прим. ред.) … Как ни странно, гораздо более динамично развивается исламское банковское дело в Европе, особенно в Великобритании … там существуют исламские банки и там существуют исламские окошки в обычных банках (например, Citibank, Barclays)… Это спорная вещь, потому что есть такое понятие — халяльные деньги (дозволенные с точки зрения шариата), на которых не лежит печать криминала (с точки зрения шариата). Исламская экономика стоит на той позиции, что деньги пахнут. Например, вы не имеете права продавать алкоголь вообще, … но вы не имеете права и пользоваться этими деньгами от алкоголя (от прибыли продажи — прим. ред). … Динамика развития исламских банков эффективно конкурирует с динамикой развития обычных банков… Но надо отдавать себе отчёт, что удельный вес исламской экономики не сравним с общим экономическим балансом на планете».
— Особенности исламской экономики
Термин «исламский банкинг» обозначает систему банкинга или банковскую деятельность, соответствующую принципам шариата, и её практическое применение посредством развития исламской экономики.
Современное движение исламской финансовой деятельности основано на убеждении, что «все формы процента представляют собой риба и, следовательно, запрещены». Кроме того, исламское право запрещает инвестиции в бизнес, который считается незаконным или харам (продажа алкоголя или свинины либо СМИ, такие как рубрики светской хроники или порнография, которые противоречат исламским ценностям).
Кроме того, шариат запрещает то, что называется «майсир» и «гарар». Майсир обозначает контракты, согласно которым право собственности на товар зависит от наступления заранее установленного, неопределённого события в будущем, в то время как гарар описывает спекулятивные операции, что связано с чрезмерным риском и стимулирует неопределённость и мошеннические действия.
Следовательно, использование в исламском банкинге всех традиционных банковских инструментов невозможно. В конце XX века был создан ряд исламских банков для обслуживания конкретного банковского рынка.
Исламский банкинг имеет те же цели, что и традиционная банковская деятельность: заработать деньги для банковского института путём заимствования капитала в соответствии с исламским правом. Поскольку ислам запрещает обычное заимствование денег под процент, были разработаны исламские правила осуществления транзакций (известные как фикх аль-муамалат). Главный принцип исламского банкинга основан на распределении рисков, которое является компонентом торговли, а не передачей риска, предусмотренной традиционным банкингом.
Толкование шариата может немного различаться в зависимости от страны. Согласно Умайону Дар, Исламская республика Иран придерживается более либерального толкования шариата, чем Малайзия, чьё толкование, в свою очередь, более либеральное, чем у Турции или арабских стран. Мухаммед Арифф также обнаружил менее строгое толкование шариата в Иране, где правительство приняло указ о том, что «правительственные займы у национализированной банковской системы с применением фиксированной ставки вознаграждения не связаны с процентом и, следовательно, допустимы».
Ватикан выдвинул идею о том, что «принципы исламской финансовой деятельности могут стать возможным спасением для рынков, переживающих трудные времена» (католическая церковь запрещает ростовщичество, но она начала ослаблять свои запреты на все проценты в XVI веке).

### Важнейшие понятия
- Фикх: исламское право, человеческое понимание божественного права (шариат);
- Риба (лихва): «ростовщичество» или «проценты», в зависимости от контекста, слово «риба» буквально означает «превышение или дополнение» и переводится как процент, превышение, увеличение или дополнение. Согласно терминологии шариата, оно означает любое чрезмерное вознаграждение без надлежащего встречного удовлетворения (к удовлетворению не относится стоимость денег с учётом фактора времени) — главный запрет в исламском банковском деле;
- Мусакакт: заключение контрактов, подобных мушарака, в сельском хозяйстве, на время созревания урожая, обычно, между владельцем земельного участка и рабочим, который претендовал на часть урожая.
- Гарар (gharar): «опасность», неопределённость, нечёткое раскрытие информации в договоре и риск, возникающий вследствие этого — запрещено;
- Маисир (maisir): «спекуляция», азарт — также запрещено, как и ростовщичество;
- Идшара (idschara): дословно «средства», используется при лизинге;
- Шариатский совет (scharia board): религиозная комиссия — консультативный орган, который следит за соблюдением предписаний ислама и сертифицирует продукты[4].

## Исламские финансовые инструменты

### Амана
Переводится с арабского как «доверие». Это условие обеспечивает контракт на доверительных условиях: при отсутствии у финансового посредника ответственности в случае потерь, если его обязательства были выполнены надлежащим образом. В традиционной банковской системе понятию амане соответствуют текущие счета или счета до востребования.

### Бай муаджал и Бай аль ина (продажа и договор о выкупе)
Бай муаджал (или Бай битаман аджил) — буквально «ссуда в форме продажи», торговая сделка с отсроченным платежом.
Бай аль ина (Bai' al 'inah) — это финансовый договор, по которому кредитор покупает актив у клиента по спотовой цене, которая и является «ссудой». В последующем актив перепродаётся клиенту с отсрочкой платежа, разделённого на несколько взносов, что представляет собой погашение ссуды. Данные контракты часто заключаются при финансировании гражданского строительства и в других долгосрочных проектах.

### Бай иннах (торговая сделка с отсроченным платежом)
Бай иннах (Bai' bithaman ajil) — в подобных контрактах, как и таваруке, клиентам банка предоставляются денежные средства аналогично кредитованию в традиционном банкинге. В отличие от таварука контракт заключается только между двумя сторонами: банком и его клиентом. Банк предоставляет клиенту заранее оговорённую сумму в виде части активов, которая включает наценку за услуги банка. Затем активы сразу же продаются банку по установленной цене, банк выплачивает клиенту всю сумму. Активы возвращаются в банк, клиент получает деньги на свои нужды. Операции происходят с участием банковских карт и, как правило, с физическими лицами. Некоторые отрицательно относятся к подобного рода операциям, так как они не соответствуют исламу (реальной передачи активов не происходит).

### Мудараба
Мудараба (mudarabah) или контракт распределения прибыли и убытков — это вид партнёрства, при котором один из партнёров предоставляет другому деньги для инвестирования в коммерческое предприятие. Капитальные инвестиции, как правило, должны осуществлять оба партнёра.
Мудараба — это контракт, в рамках которого одна из сторон предоставляет 100 % капитала, а другая предоставляет свои специальные знания и опыт, необходимые для инвестирования капитала и управления инвестиционным проектом. Полученная прибыль распределяется между сторонами согласно заранее согласованному соотношению.
В случае убытка, первый партнёр рабб ул-мал (rabb-ul-mal) потеряет свой капитал, а второй партнёр мудариб (mudarib) потеряет время и приложенные усилия. Бизнесмен не имеет права без разрешения банка направлять полученные от банка денежные средства на другие проекты, не предусмотренные контрактом, привлекать другие источники финансирования и использовать свои денежные средства. Прибыль распределяется в зависимости от договорённости — 50/50 или 60/40 для рабб-ул-мал, в стандартных контрактах, как правило, банк получает 15-30 % от прибыли.
Согласно экономисту Тарик M.Йосефу, долгосрочное финансирование мудараба или мушарака (в которых применяется механизм распределения прибыли и убытков) «намного более рискованное и затратное», чем долгосрочное или краткосрочное заимствование традиционных банков. Таким образом, существуют расхождения между теорией исламских финансов, основанной на использовании имущества, и реальностью с доминирующим применением исламскими банками практики мурабаха.

### Мукарада (сукук аль мукарада)
Это исламские ценные облигации, направленные на финансирование конкретных проектов. Их держатели (подобно владельцам неголосующих акций) имеют право на участие в прибыли в случае успешной реализации проекта, но также принимают на себя часть убытков. Банк не гарантирует выплату сумм долга или прибыли.

### Мурабаха
Мурабаха (murâbaḥah) относится к продаже товаров (таких как недвижимость, товары или транспорт), при которой цена продажи, надбавка и другие расходы чётко определены на момент заключения договора продажи. Это торговое финансирование. Мурабаха сопровождается договором купли-продажи товаров по согласованной цене между банком и его клиентом. Банк от имени клиента покупает нужный предпринимателю товар, а затем перепродаёт его клиенту. Величина наценки товара — вознаграждение банка — оговаривается заранее. Клиент может выплатить сумму, оговорённую в контракте, постепенно (аннуитетные платежи) или одномоментно в любой срок, который не может быть условием контракта. Банк получает гарантию в виде залога (денежного или имущественного).
С развитием исламского банкинга, начало которому положило открытие в 1975 году Исламского банка развития и Дубайского исламского банка (Дубай), мурабаха стал «наиболее используемым» исламским финансовым механизмом.

### Мусавама
Мусавама (musawamah) аналогичен мурабаха (торговое финансирование) и отличается от операции мурабаха только тем, что при заключении данного контракта покупатель и продавец предусматривают фиксированную цену товара, в которой не рассматриваются издержки продавца, поэтому такой контракт удобен, поскольку не всегда есть возможность точно определить издержки продавца.

### Бай салям
Бай салям (bai salam) означает контракт с предусмотренной и оговорённой заранее предоплатой за товары, которые будут поставлены через некоторое (также определённое контрактом) время. Это покупка с авансовым платежом. Товар с точки зрения шариата и законодательства страны должен быть разрешённым. Контракт бай салям заключается только тогда, когда товар не находится в собственности продавца на момент сделки. Во время заключения контракта чётко определяется качество, количество и специфические характеристики товара, предназначенного для покупки, без каких-либо неточностей, которые могут привести к возникновению спора в будущем. Объектами продажи могут быть товары, и не могут быть: золото, серебро или валюта, основанная на этих металлах. Вводя такой запрет, бай салям охватывает практически все, что можно точно описать в контексте количества, качества и изготовления. Применяется, главным образом, в аграрном и других производственных секторах.
Основные характеристики и условия бай салям
- Операция считается салям, если покупатель полностью оплатил продавцу продажную цену в момент продажи. Это необходимо для того, чтобы покупатель мог показать, что он не приобретает долг перед вторым лицом, чтобы покрыть свой долг перед первым лицом (что запрещено шариатом). Идея салам обычно отличается от других по количеству, размеру или весу, при этом точная характеристика обычно невозможна.
- Салям не может применяться в отношении конкретного товара или изделия с конкретного поля или фермы. Например, если продавец обязуется поставить зерно с конкретного поля или фрукты с конкретного дерева, салям не будет действителен, поскольку существует вероятность, что урожай с этого конкретного поля или фрукты с этого дерева будут уничтожены, что делает поставку неопределённой.
- Необходимо, чтобы качество товара (предмет саляма) было полностью оговорено и все возможные детали в этом отношении должны быть указаны в прямой форме.
- Также необходимо, чтобы количество товара было окончательно согласовано. Если товар измеряется весом, то должен быть указан вес. Если он измеряется размерами, то должны быть указаны размеры.
- В контракте должны быть определены точная дата и место.
- Салям не может распространяться на предметы, которые должны быть поставлены в рамках спотовой сделки. Например, если товар был приобретён в обмен на серебро, согласно шариату, необходимо обеспечить одновременную поставку. Здесь салям не может применяться. Аналогичным образом, если зерно обменивается на ячмень, то для действительности продажи необходима одновременная поставка. Таким образом, контракт салям в данном случае не допустим.
- Это наиболее предпочтительная финансовая сделка, которая обеспечивает высокий уровень соблюдения норм шариата.
- Торговля исламскими ценными бумагами с использованием формата салям была запрещена AAOIFI[англ.], но на иранском рынке долговых обязательств салям является обычной формой сукук[источник не указан 1880 дней].

### Истисна
Этот продукт относится к деривативам, которые функционируют в исламской финансовой системе. Применяется, как правило, при финансировании масштабных и продолжительных проектов. Цена контракта устанавливается на день заключения соглашения, а выплаты и другие расчёты происходят по графику, согласованному сторонами. График, как правило, детально разработан: сроки выполнения, сумма, качество работ и т. д. Также предусмотрено неукоснительное выполнение заключённого соглашения. Сроки реализации проекта могут изменяться по согласованию сторон, но сумма остаётся неизменной. Практика заключения данного контракта происходит, обычно по схеме:
- клиент обращается в банк с чётким описанием проекта нового производства, приобретения имущества или строительства, который подвергается экономической экспертизе с позиции исламских традиций;
- клиенту сообщается о соглашении или отказе реализации проекта;
- банк подписывает соглашение с производителем (строительной или иной организацией) о реализации проекта в установленный срок;
- клиент принимает результаты работы;
- клиент оплачивает услуги банка в соответствии с контрактом[4].

### Иджара
Иджара (Ijarah) соответствует лизингу в современной банковской системе. В таком соглашении банк покупает необходимое клиенту оборудование, недвижимость и т. п., а затем сдаёт его клиенту в аренду. Арендная плата, её фиксация или изменчивость, а также продолжительность аренды согласуются сторонами. В традиционной банковской системе при лизинге арендатор несёт издержки, связанные с амортизацией, страховкой и налогами. В контракте иджара эти издержки несёт арендодатель. Тем не менее, исламский банкинг имеет механизмы, которые позволяют переложить такие издержки на арендатора. В некоторых вариантах, обычно для среднесрочных и долгосрочных операций, в контракте инджара возможна продажа банком клиенту права пользования своей собственностью и доходами от неё.

#### Иджара ва иктина, иджара тумма аль бай (аренда с правом выкупа)
Иджара ва иктина, иджара тумма аль бай (Ijarah thumma al bai) — подобный контракт — аналог контракта лизинга с последующим выкупом в традиционном банкинге. Имущество переходит к клиенту за определённую сумму на определённый период. Сумма, оговорённая в контракте, не может изменяться независимо от того, на какой срок он заключён. Выплаты происходят частями, они включают арендную плату и часть конечной стоимости продукта. По истечении срока аренды имущество переходит в собственность клиента.

### Мушарака(совместное предприятие)
Мушарака (musharakah) — совместный проект банка и бизнеса. Банк и клиент подписывают соглашения о партнёрстве, в котором стороны обязуются совместно финансировать какой-либо проект. В прилагаемом к соглашению договоре оговариваются пропорции получения прибыли от предпринимательской деятельности и оплата потерь. Банк может заранее выплатить клиенту часть прибыли. В соглашении могут принимать участие несколько сторон, в управлении могут участвовать как каждая из сторон, так и назначенный управляющий.
Такой контракт удобен своей гибкостью, так как есть возможность заранее договориться о долях при распределении прибыли и форме управления. Фактически, мушарака представляет собой портфельные инвестиции в инвестиционные проекты и используется в совместной инвестиционной деятельности, для пополнения оборотных средств компании, для вложений в недвижимость.

### Кард-аль-хасан (хорошая ссуда/благородная ссуда)
Кард-аль-хассан (qard hassan) — это ссуда, предоставляемая банком заёмщику, при этом должник обязан вернуть только основную сумму долга. Он вправе по-своему усмотрению выплатить надбавку — хиба — сверх основной суммы долга (без обещания сделать это) в качестве знака благодарности кредитору и как оплату административных расходов. В контракте выплата премиальных не предусматривается. В случае, если должник не оплачивает надбавку кредитору, такая сделка является примером настоящей беспроцентной ссуды. Некоторые мусульмане считают такую ссуду единственным видом ссуды, которая не нарушает запрет риба и не имеет надбавки в виде банковского процента.

### Сукук (исламские ценные бумаги)
Сукук (sukuk, мн.ч. от сакк) — арабское название финансовых сертификатов, которые имеют некоторые общие черты с традиционными ценными бумагами, поэтому обычно называются исламские ценные бумаги. Они являются финансовым свидетельством, документом, подтверждающим право держателя на реальный определённый актив. Согласно шариату, банки не могут начислять проценты на ценные бумаги, поэтому исламский [банкинг использует специальный вид облигаций — сукук. Их доходность связана с отдачей от реальных активов. Облигации сукук выпускаются в соответствии со стандартным процессом секьюритизации, в котором разработан механизм, позволяющий приобретать активы и создана возможность формировать финансовые обязательства по отношению к ним (риск и доходность ценных бумаг перекладывается на их держателей).
Проекты, по которым предусматривается выпуск облигаций сукук, должны соответствовать нормам шариата. Основной контракт, который используется в процессе секьюритизации для выпуска — мудараба.
Сукук нужны для создания организаций, таких как Special Purpose Modaraba (SPM), аналогичных традиционным (Special Purpose Vehicle (SPV), выпускающих собственные ценные бумаги, которые затем финансируют инвестиционные проекты своего учредителя. Наибольшая часть облигаций сукук в современной финансовой системе ислама основана на двух исламских контрактах: салям, или бай салям и бай муаджал. Облигации сукук аль салям — удобный инвестиционный механизм при коротких сроках погашения: от трёх месяцев до года. Но поскольку это финансовые ценные бумаги, шариат рассматривает их как долговые обязательства, и многие инвесторы в исламских странах не могут торговать облигациями сукук на вторичном рынке, так как может возникнуть риба. Поэтому многие инвесторы стремятся держать облигации сукук аль салям до самого срока погашения. Другой тип облигаций основывается на контрактах иджара (сукук аль иджара). Они используются для выпуска ценных бумаг с длительным сроком погашения. Контракт иджара наиболее близок к общепринятому лизинговому контракту и позволяет обеспечить гибкие выплаты как с фиксированной, так и с плавающей ставкой.
Согласно данным, опубликованным Исламским советом финансовых услуг, общая сумма непогашенных сукук на конец 2014 года составила 294 млрд$, из которых 188 млрд$ приходилось на Азию, а 95,5 млрд долл. — на страны Совета по сотрудничеству стран Персидского залива.

### Таварук
Таварук (tawarruq, Буквальный перевод — «превращается в серебро») — этот контракт также называют «обратная мурабаха», так как операция является фактическим предоставлением кредита. Если банк одалживает определённую сумму клиенту, он может предоставить ему товар на эту сумму, продавая его с наценкой за оказанные услуги (процент по кредиту). Контрактом предусматривается то, как клиент рассчитается с банком: по частям или одномоментно и в какие сроки. Банк от лица клиента покупает товар, а затем перепродаёт его (возможна продажа той же организации, которая предоставила товар банку), причём деньги поступают в банк в момент продажи, поэтому клиент получает ликвидные средства. При осуществлении операции товар физически может вообще не поступать клиенту, оформление сделки происходит при помощи платёжных документов. Как правило, таварук используется многими исламскими банками для управления ликвидностью и в качестве способа финансирования при расчётах по кредитным картам и предоставлении кредитов частным лицам. Такой тип финансирования заменяет выдачу кредита.

### Такафул (исламское страхование)
Такафул (takaful) — альтернативная форма страхования, с помощью которой мусульмане могут защититься от риска убытков по причине несчастного случая. Страхование запрещено исламом, так как страховщик может получать выгоду при заключении контракта без последующего возникновения ущерба страхователя, но последний обязан уплатить взнос (или взносы). Контракт такафул исключает запрещённые исламом элементы (риба, гарар, мейсир), так как основан на принципах взаимной ответственности. Денежные взносы направляются в специальный фонд, из средств которого возмещаются убытки при наступлении страхового случая.
Пропорции распределения денежных средств в случае ущерба определяются страховой компанией. Свободная часть средств с целью получения прибыли вкладывается в инвестиции, которые организованы по принципу разделения прибылей и убытков: все участники страхового фонда в равной мере несут потери или разделяют между собой прибыль от инвестиционной деятельности. Обычно для этих целей используют модель мудараба или викала либо их комбинацию.

### Вадиа (ответственное хранение)
При вадиа (wadia) банк рассматривается как хранитель и доверительный управляющий денежными средствами. Лицо передаёт свои средства на хранение в банк, а банк гарантирует возмещение всей суммы депозита или какой-либо части по требованию вкладчика. Вкладчик, по-своему усмотрению, может уплатить хиба в качестве формы вознаграждения, равно как и банк за использование средств клиента.

### Викала (доверенность)
Викала (wakala) — это аналог представительства в традиционной финансовой системе. Может использоваться для возможности одной стороне (агенту) представлять интересы другой в качестве доверенного лица. В контракте викала указывается фиксированная плата, которую получает агент, не участвуя в прибылях и убытках. При заключении этого контракта банк может действовать от имени клиента, используя средства, размещённые на депозитных счетах клиента.

### Гарар (торговля с риском)
Коран запрещает азартные игры (игры на удачу с использованием денег). Хадис, в дополнение к запрету азартных игр, также запрещает баю аль-гарар (bayu al-gharar) (торговлю с риском, где слово гарар используется для обозначения риска или чрезмерной неопределённости). Исламский банкинг ограничивается допустимыми с точки зрения ислама операциями, которые исключают алкоголь, свинину, азартные игры и т. п. Цель этого — обеспечить только этичное инвестирование и моральные покупки. База данных исламского банкинга и финансов предоставляет больше информации по вопросу. В теории исламский банкинг — это пример банкинга со 100%-ным резервированием. Однако на практике это не соответствует действительности и банки со 100%-ным резервом на данный момент не известны.
Ханафитский мазхаб (правовая школа в исламе) определяет гарар как «то, последствия чего неизвестны». Шафиитская правовая школа определяет гарар как «то, природа и последствия чего неизвестны» или «то, что допускает две возможности, из которых менее желательная наиболее вероятна». Школа Ханбали определяет его как «то, последствия чего неизвестны» или «то, что невозможно определить». Ибн Хазм школы Захири писал «Гарар присутствует тогда, когда покупатель не знает, что он купил, а продавец не знает, что он продал». Современный учёный ислама, профессор Мустафа Аль-Зарка, писал, что «Гарар — это продажа вероятный предметов, существование и характеристики которых не определены по причине риска, который делает торговлю подобной азартным играм». Другие современные учёные, такие как д-р Сами аль-Суваилем, использовали теорию игр для создания более измеряемого понятия гарар, и определяли его как «игра с нулевым исходом с неравным выигрышем».
Существует ряд хадисов, которые запрещают в торговле гарар, часто приводя примеры операций гархар (напр., продажа птицы в небе или рыбы в воде, нерождённый телёнок в утробе матери). Юристы представили много исчерпывающих определений термина. Они также выдвинули концепцию ясир (yasir (минимального риска); финансовая операция с минимальным риском считается халал (разрешённой), а операции со значительным риском (баю аль-гасар) считаются харам.
Точное определение гарар мусульманские юристы никогда не давали. Это связано с трудностью определения того, что является и не является минимальным риском.

## История
Согласно исламским экономистам Фурхери и Малик, со времён халифа Умара (600-е годы) запрет процента (риба) был утверждённым рабочим принципом, интегрированным в исламскую экономическую систему.
В то время как секулярные историки и исламские модернисты рассматривают исламский банкинг как современный феномен или «изобретённую традицию», исламские фундаменталисты, такие как Мухаммед Навид, настаивают на том, что он «такой же древний, как и религия, со своими принципами, источником которых является Коран». Ранняя форма рыночной экономики и ранняя форма меркантилизма, иногда называемые исламский капитализм, была разработана между VIII и XII веками. Денежная экономика того периода была основана на широком обращении валюты (золотого динара) и она связала регионы, которые ранее были экономически независимыми.
В раннем исламском банкинге применялись экономические концепции и техники: векселя, партнёрство (муфавада (mufawada), в том числе партнёрство с ограниченной ответственностью, ормудараба (ormudaraba)), формы капитала (аль-мал (al-mal)), накопление капитала (нама аль-мал (nama al-mal)), чеки, долговые расписки, (известно, что мусульманские торговцы использовали чеки или систему сакк со времён Харуна аль-Рашида (IX век) в Аббасидском Халифате), трасты, расчётные счета, заимствование, регистрационные журналы, уступку прав.
В средневековом мусульманском мире также существовали организационные предприятия, независимые от государства, и был создан институт представительства. 

Начиная с XIII века многие из этих ранних капиталистических концепций были приняты и развиты в средневековой Европе.
В XX и XXI веках происходила «постепенная эволюция институтов беспроцентной финансовой деятельности по всему миру».

### XX век
В XX веке исламские учёные, такие как Наеем Сиддики, Маулана Маудуди, Мухаммед Хамидулла, признавали необходимость в коммерческих банках и их очевидное «вынужденное зло» и предлагали банковскую систему, основанную на концепции мудараба, согласно которой один партнёр инвестирует капитал, а второй партнёр инвестирует опыт в целях получения прибыли, которая распределяется согласно заранее установленной пропорции, например, 50:50. Инвестор называется раб-ул-маал (rab ul maal), а другой партнёр — мудариб (mudarib). Авторами дальнейших работ, посвящённых предмету беспроцентного банкинга, являлись Мухаммед Узаир, Абдулла аль-Араби, Неджатулла Сиддики, аль-Наджар и Бакир аль-Садр.
В середине XX века некоторые предприятия начали предлагать финансовые услуги, соответствующие нормам исламских законов. Первый экспериментальный местный исламский банк, который не взимал процент при заимствовании, был учреждён в конце 1950-х гг. в сельской местности Пакистана. Выдающиеся усилия в направлении соответствующего требованиям шариата банкинга были предприняты в 19?? г. в сельском Египте экономистом Ахмадом Элнаггаром для обращения к людям, которые сомневаются в надёжности принадлежащих государству банках. Эксперимент по распределению прибыли в городе Дельта Нила, проведённый Мит Гамра, не рекламировал свою исламскую природу из боязни быть представленным в качестве сторонника исламского фундаментализма, который имел пагубное влияние на режим Гамала Нассера. Эксперимент был закрыт правительством в 1968 году, но многими он рассматривался как успешный. К этому времени в стране было девять таких банков. В 1972 году проект Мита Гамра по сбережениям становится частью Социального Банка Наср (Nasser Social Bank), который продолжает работать в Египте.
Первая исламская финансовая организация была учреждена в Египте в 1963 году — сберегательный банк Mit Ghamr проводил операции и привлекал средства физических лиц и инвестировал накопленные ресурсы в различные проекты, поэтому был больше сберегательным учреждением, чем некоммерческим банком.

### После 1970 года
Первым коммерческим банком, который был признан финансовым миром и работал по принципам ислама, считается банк Nasser Social Bank, основанный тоже в Египте в 1971 году.
Привлечение институтов, правительств и различных конференций по исламскому банкингу (Конференция министров финансов исламских стран, прошедшая в Карачи, Египетское исследование, Первая международная конференция по исламской экономике в Мекке, и Международная экономическая конференция в Лондоне) имеет инструментальное значение в применении теории на практике для первых банков, осуществляющих беспроцентные операции.
Прилив «нефтедолларов» и «общая реисламизация» после войны Судного дня и нефтяного кризиса 1973 года стимулировали развитие исламского банкинга и с 1975 года он распространился во всём мире. Был учреждён Исламский банк развития с целью финансирования проектов в странах-участницах и первый современный коммерческий исламский банк, Исламский Банк Дубая.
В период 1980—1985 гг. исламские инвестиции претерпели «впечатляюще расширение» во всём мусульманском мире, привлекая депозиты, обещающие «большую прибыль» и «религиозные гарантии», предоставленные исламскими юристами, которые были «привлечены для подготовки фетв, осуждающих традиционные банки и рекомендующие их исламских конкурентов». Правительство Пакистана приняло нормативно-правовую базу под названием компании Модараба (Modaraba) и контракты Модараба (Указ о размещении и контроле облигаций) и подзаконные акты, принятые для её исполнения. (M. Адил Гаффар). Но Египетское государство, обеспокоенное накоплением исламскими движениями «золотовалютного резерва» и приобретением финансовой независимости, отменило свою тактику поддержки и запустило кампанию в СМИ против исламских банков. Финансовая паника привела к банкротству некоторых компаний.
В Алжире группа исламских финансовых институтов в 1990 году основала бухгалтерскую организацию для исламских финансовых институтов (Организация по вопросам бухгалтерского учёта и аудита исламских финансовых институтов, AAOIFI). 

В мире было создано 144 исламских финансовых института, в том числе 33 банка, находящихся под контролем правительства, 40 частных банков и 71 инвестиционная компания. Темпы роста исламского банкинга составили 10—15 % в год при наличии оснований для дальнейшего устойчивого роста.

## Современность
Ежегодный рост шариатского банкинга в период 2009—2013 гг. составил 17,6 % (что превысило темпы роста традиционного банкинга) и оценивается в 2 триллиона долларов, что всё ещё намного меньше размера традиционного сектора. В 20?? г. сектор исламского банкинга оценивался в 1/80 или 1,25 % традиционного банкинга.
Исламские финансовые институты работали в 105 странах. Статистика исламского банкинга содержит противоречивые данные, но согласно Ибрахиму Варде, из всех стран исламский банкинг доминирует в пяти:
Иран с исламскими активами в размере 345 миллиардов долларов; Саудовская Аравия с 258 миллиардами долларов,
Малайзия с 142 миллиардами,
Кувейт со 118 миллиардами и
ОАЭ с 112 миллиардами.
Другой же источник (ISI Analytics, см. Таблицу) ставил Саудовскую Аравию на первое место в 2006 году, Бахрейн на 2-е место, а Ирану присвоил незначительные показатели.
Согласно Докладу о конкурентоспособности мирового исламского банкинга, Катар, Индонезия, Саудовская Аравия, Малайзия, ОАЭ и Турция представляли 78 % активов международного исламского банкинга (за исключением Ирана), и наряду с Бахрейном являются «решающими факторами следующей большой волны в развитии исламских финансов».
Исламские банки имеют более 300 институтов в 51 странах, включая США, через такие компании как Банк, базирующийся в Мичиганском университете, а также 250 дополнительных взаимных фонда, основанных на исламских принципах. По оценкам журнала «Экономист», в мире осуществляется управление активами, соответствующими принципам шариата, на сумму более 822 миллиарда долларов США. Это составляет около 0,5 % общих мировых активов. Согласно данным универсального малайзийского банка со штаб-квартирой в Куала-Лумпуре, работающего в странах АСЕАН с быстроразвивающейся экономикой Group Holdings, исламская финансовая деятельность — это самый быстрорастущий сегмент глобальной финансовой системы, и продажи исламских ценных бумаг. Они могут вырасти на 24 процента и достичь значения в 25 миллиардов долларов. По результатам Инвестиционного форума, прошедшего в Омане, все традиционные банки Омана могут предлагать соответствующие шариату финансовые услуги после одобрения Центрального Банка Омана (ЦБО).
Исламский банкинг сосуществует в пределах экономики, в целом, и не является спасением, несмотря на частое обозначение в качестве такового. В период глобального финансового кризиса 2008 года изначально рынок не был затронут, поскольку проблемные активы числились на активах американских банков и относились к шариатским, поэтому исламские банки не были затронуты. Однако после падения Lehman Brothers исламские институты ощутили на себе падение цены недвижимости и прямых инвестиций, двух сегментов, которые активно привлекали инвестиции исламских фирм. Рынок исламских ценных бумаг сукук стал достаточно сильным, о чём говорит выпуск в 2015 году сукук немусульманскими странами — Великобританией, Гонконгом и Люксембургом.
| %, рыночная доля исламского банкинга по странам, 2006 г. |       |
| Саудовская Аравия                                        | 19,54 |
| Бахрейн                                                  | 18,97 |
| Малайзия                                                 | 16,30 |
| Кувейт                                                   | 14,46 |
| ОАЭ                                                      | 14,39 |
| Катар                                                    | 3,79  |
| Египет                                                   | 2,83  |
| Иран                                                     | 2,82  |
| Швейцария                                                | 1,86  |
| Иордания                                                 | 1,73  |
| Бангладеш                                                | 1,24  |
| Индонезия                                                | 1,11  |
| Пакистан                                                 | 0,35  |
| Великобритания                                           | 0,25  |
| Палестина                                                | 0,09  |
| Йемен                                                    | 0,06  |
| Остальные страны                                         | 0.03  |
| Источник: ISI Analytics (.)                              |       |

### Иран
Санкции ударили по банковскому сектору Ирана, и «его исламская финансовая система развивалась в таких направлениях, которые усложнят связи с иностранными банками», но иранские банки обслуживали более трети общего количества мировых активов исламского банкинга (по данным Рейтер). Согласно последним данным центрального банка, его банковские активы составили 17,344 триллиона риалов или 523 миллиарда долларов по рыночному обменному курсу. По данным журнала Banker, в ноябре семь из десяти ведущих мировых исламских банков были иранскими.

### Исламский банкинг в СНГ
Практически все государства с преобладанием ислама, образовавшиеся из бывших республик в составе СССР, в тех или иных объёмах развивают исламский банкинг.
Заметную методическую и финансовую поддержку в этом им оказывает Исламский банк развития.

#### Таджикистан
О стратегическом выборе исламского банкинга в качестве модели развития финансовой системы Таджикистана её руководство заявляло неоднократно. В мае 2013 года правительственной резиденции «Пугус» недалеко от Душанбе прошло 38-е ежегодное собрание совета директоров Исламского банка развития. В мае 2014 года в Таджикистане был принят закон «Об исламской банковской деятельности», а ровно через год было объявлено о запуске первого исламского банка. К концу 2015 года им должен был стать «Банк развития Таджикистана». Однако этот банк — наряду ещё с несколькими — столкнулся с серьёзными финансовыми проблемами и об этом проекте пришлось забыть. Весной 2018 года была запущена трансформация банка «Сохибкорбанк» в исламский банк. В июне 2019 года «Сохибкорбанк» был преобразован в «Тавхидбанк», который и стал первой исламской финансовой организацией в Таджикистане.

#### Россия
В России Закон об исламском банкинге был принят в июле 2023 г. Эксперимент по установлению особого правового режима продлится два года, с 1 сентября 2023 года по 1 сентября 2025 года в Башкортостане, Татарстане, Чечне и Дагестане. Первым участником эксперимента по партнерскому финансированию в сфере исламского банкинга стал Ак Барс Банк. В банке розничные клиенты могут оформить исламскую карту, паевой инвестиционный фонд «ЛАЛЭ» и исламскую ипотеку, а корпоративные клиенты — исламский расчетный счет, исламскую бизнес-карту и исламский факторинг.

## Исламские финансовые институты
Исламские финансовые институты имеют разные формы. Могут быть:
1. Эффективно функционирующие исламские финансовые институты (например, Исламский Банк Бангладеш, Меезан Банк в Пакистане);
2. Исламские окна в традиционных финансовых институтах (например: Коммерческий Банк в Дубае (ОАЭ), America Express Bank, HSBC, ANZ Grindlays, BNP-Paribas, Chase Manhattan, UBS, Kleinwort Benson, Rivad Bank, Коммерческий банк Саудовской Аравии;
3. Исламские филиалы традиционных финансовых институтов (филиал Citi Islamic Investment Bank (Бахрейн), филиал Noriba Bank.

### Международные

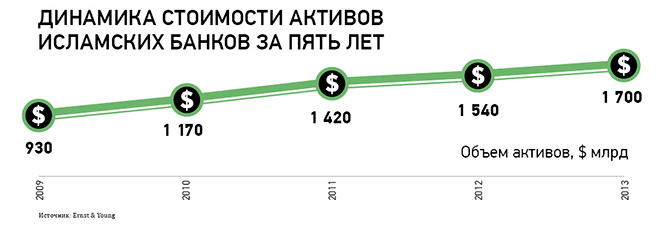

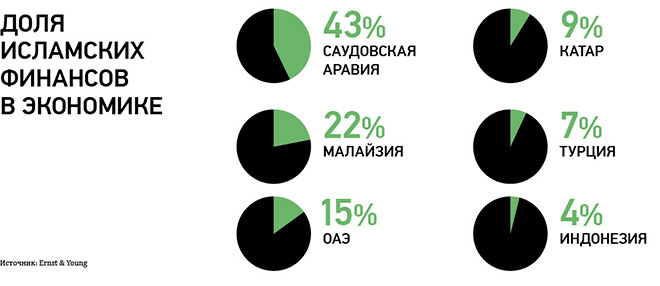

- Бухгалтерская и аудиторская организация для Исламских финансовых институтов (The Accounting and Auditing Organization for Islamic Financial Institutions)
- Совет по исламским финансовым услугам (The Islamic Financial Services Board)
- Генеральный совет исламских банков и финансовых учреждений (General Council for Islamic Banks and Financial Institutions)
- Международный исламский финансовый рынок (International Islamic Financial Market)

### Крупнейшие исламские финансово-кредитные учреждения
- Исламский банк развития
- Кувейтский Финансовый Дом

## Организации
Согласно Мухаммеду Акрам Хану, к наиболее выдающимся исследовательским и образовательным институтам, занимающимся исключительно исламской экономикой и финансами, относятся:
- Исламский Экономический Институт, ранее Исламский Экономический Исследовательский Центр, а до этого Международный Центр по исследованиям в области исламской экономики, при Университете им. короля Абдулазиза, Джидда (Саудовская Аравия);
- Исламский Исследовательский и Образовательный Институт (IRTI); Исламский банк развития (IDB) в Джидде (Саудовская Аравия);
- Школа исламского банкинга и финансов, ранее Международный Институт Исламской Экономики, Исламабад, (Пакистан);
- Институт исламского банкинга и страхования, Лондон (Великобритания);
- Международный Центр образования в области исламских финансов (INCEIF), Куала Лумпур (Малайзия);
- Образовательный центр исламский финансов, Куала Лумпур (Малайзия);
- Институт этики исламских финансов, Дубай;
- Исламская финансовая академия, Дубай;
- Центр исламского банкинга и финансового обучения, Куала Лумпур (Малайзия);
- Институт исламских финансов, Лондон (Великобритания);
- Центр исламских финансовых консультационных и страховых услуг, Бирмингем (Великобритания);
- Исламский финансовый институт Южной Африки;
- Центр исламской финансовой деятельности Бахрейна, Институт банковской и финансовой деятельности (BIBF);
- Центр исследований в области банковской и финансовой деятельности, Катар.

В Иране существует Организация ценных бумаг, которая несёт ответственность за законность и инновационность исламских продуктов и имеет «комитет по вопросам шариата», который оценивает соответствие всех её продуктов нормам исламского права.

### Обслуживающие институты
- Международный исламский финансовый рынок — орган стандартизации исламских финансовых продуктов и операций — был создан в ноябре путём сотрудничества правительства и центральных банков Брунеи, Индонезии и Судана. Его секретариат расположен в г. Манама, Бахрейн. Это не контролирующий орган, и его рекомендации «не применяются большинством исламских банков».
- Исламский межбанковский денежный рынок был создан Банком Малайзии Негара, и разрабатывал инструменты для управления потребностью исламских финансовых институтов в ликвидных средствах — «финансированием и корректировкой портфеля в краткосрочном периоде».
- Исламский совет по финансовым услугам был основан в Куала Лумпур центральными банками Бахрейна, Ирана, Кувейта, Малайзии, Пакистана, Саудовской Аравии, Судана совместно с Исламским Банком Развития, AAOIFI[англ.] и МВФ. 188 членов IFSB составляли 61 регулирующий и контрольный орган, 8 международных межправительственных организаций и 119 рыночных игроков (финансовые институты, профессиональные фирмы и отраслевые ассоциации), действующие в 45 юрисдикциях. Его цель — стандартизировать и гармонизировать деятельность и контроль исламских финансовых институтов, обеспечить достаточность капитала, управление рисками и корпоративное управление по согласованию со множеством акционеров. Он выполняет задачу Базельского комитета по банковскому надзору. По состоянию на 2015 год он опубликовал 17 стандартов и 6 руководств.
- Исламское международное рейтинговое агентство начало свою работу в июле 2005 года в Бахрейне. Его поддерживают 17 многосторонних институтов по развитию, лидирующих банков и других рейтинговых агентств[17][18].
- Индекс Доу Джонса для исламского рынка (DJIMI) был основан в 1996 году[19]. Индекс был одобрен Исламской академией правоведения (фикха) ОИК. Он использует три уровня проверки — устранение фирм, участвующих в деятельности, запрещённой исламским правом (алкоголь, свинина, азартные игры, проституция, порнография и т. п.); устранение компаний, общая сумма долговых обязательств, разделённая на среднегодовую рыночную капитализацию составляет более 33 % от общих источников средств; устранение компаний, у которых незаконный доход или расходы (включая, процент) составляют более 5—10 процентов от общей суммы дохода или расходов (устранение фирм с незаконными доходами будет крайне сложным). 
 В 2006 году Citigroup утвердила индекс Доу Джонса для сукук на сумму не менее 250 млн долларов, срок погашения не менее одного года и минимальный рейтинг BBB-/Baaa3. Был создан Глобальный исламский индекс FTSE[англ.], он включает 15 исламских индексов для различных регионов, а также Исламский индекс MSCI, в качестве одного из религиозных индексов серии MSCI. Он состоит из традиционных страновых индексов MSCI и охватывает 69 развитых, возникающих и рубежных рынков, включая такие регионы как Совет по сотрудничеству стран Персидского залива и арабские рынки.

## Шариатские консультационные советы и консультанты
Поскольку соблюдение предписаний шариата — это основа исламских финансов, исламские банки и банковские институты, которые предлагают продукты и услуги исламского банкинга (банки IBS), должны сформировать Наблюдательный совет шариата (НСШ) в целях их консультирования и обеспечения соответствия операций и деятельности банковских институтов принципам
Согласно положениям Организации по вопросам бухгалтерского учёта и аудита исламских финансовых институтов (AAOIFI), НСШ представляет собой независимый орган юристов, специализирующихся в области фикх аль-му’амалат (fiqh al-mu’amalat) (исламская коммерческая юриспруденция) ... Наблюдательному Совету Шариата поручена задача руководства, мониторинга и контроля деятельности исламского финансового института ...Фатва (юридические заключения) и распоряжения Совета имеют обязательную силу.
В частности, Совет должен:
- утверждать финансовые документы на предмет соответствия принципам шариата;
- проверять операции на предмет соответствия принципам шариата;
- рассчитывать закат, подлежащий оплате со стороны исламских финансовых институтов;
- распределять прибыль, полученную с нарушением принципов шариата;
- консультировать относительно распределения прибыли между инвесторами и акционерами.

Среди организаций, которые разрабатывали и утверждали принципы и стандарты относительно соблюдения норм шариата, можно выделить Организацию по вопросам бухгалтерского учёта и аудита исламских финансовых институтов, Академию фикх ОИК, Совет по оказанию исламских финансовых услуг (IFSB) (.). Однако каждый исламский финансовый институт имеет собственный НСШ, и они не обязаны применять указанные принципы и стандарты.
В Малайзии Национальный Наблюдательный совет шариата, который был сформирован Банком Малайзии Негара (БМН), консультирует БМН по вопросам шариата в контексте операций таких институтов, их продуктов и услуг. В Индонезии подобную задачу выполняет Совет Улама.
На текущий момент было создано ряд консультационных фирм для оказания консультационных услуг по вопросам шариата институтам, предлагающим исламские финансовые услуги. Вопрос независимости, беспристрастности и конфликта интересов также приобрёл актуальность в последнее время. Была разработана Мировая база данных исламского банкинга и финансов (WDIBF) для предоставления информации обо всех веб-сайтах, связанных с таким видом банковской деятельности.

## Исламские инвестиционные фонды
Рынок исламских инвестиционных фондов — один из самых быстрорастущих секторов исламской финансовой системы. На данный момент, в мире существует около 100 исламских фондов, которые управляют активами на общую сумму 5 миллиардов долларов при ежегодном темпе роста. Учитывая стабильный интерес к исламской финансовой системе, можно выделить положительные знаки, свидетельствующие о более высоком объёме средств, которые будут вовлечены в будущем. Некоторые западные компании только недавно присоединились к рынку или планируют запустить подобные исламские фондовые продукты.
Несмотря на эти достижения, рынок несбалансирован, поскольку упор делается на продукты, а не на удовлетворение потребностей инвесторов. В течение последних нескольких лет было закрыто некоторое количество фондов. Большинство фондов нацелены на обслуживание физических и юридических лиц с высоким уровнем дохода, при минимальных инвестициях от 50 000 долларов США и максимальном уровне в 1 миллион долларов США. Целевые рынки исламских фондов отличаются друг от друга, некоторые работают на местные рынки (напр., инвестиционные фонды, базирующиеся в Малайзии и Персидском заливе). Другие нацелены на страны Персидского залива и региона Среднего Востока, фокусируясь больше на иностранные, чем на местные рынки.
С момента запуска исламских инвестиционных фондов в начале 1990-х годов, были созданы надёжные критерии оценки в форме индекса Доу Джонса для исламского рынка и серий Глобальных исламских индексов FTSE.

## Исламские производные финансовые инструменты
Производные инструменты (деривативы), такие как биржевые опционы, — набрали популярность только в последнее время.
С помощью базирующегося в Бахрейне Международного исламского финансового рынка и базирующейся в Нью-Йорке Международной ассоциации свопов и деривативов были установлены мировые стандарты для работы с исламскими производными инструментами. Одна из основных целей использования исламских деривативов — предотвращение «чрезмерного» риска. «Договор о хеджировании» предусматривает структуру, в рамках которой институты могут торговать деривативами, такими как валютные свопы.
Некоторые исламские банки предоставляют брокерские услуги для торговли на бирже.

## Микрофинансирование
Микрофинансирование является предметом интереса у мусульман и создаёт большие возможности для роста исламской финансовой организации. Около 72 процентов жителей большинства мусульманских стран не пользуются официальными финансовыми услугами, часто потому что они недоступны и/или в силу того, что потенциальный клиент верит в традиционные продукты заимствования, несовместимые с исламским правом.
Согласно сайту Исламской сети микрофинансирования (по данным на 2013 год), существует более 300 исламских институтов микрофинансирования в 32 странах. Но ряд проведённых исследований не подтвердили такие цифры.
Один отчёт (автор: Хумайон Дар и др.) подтвердил, что исламское микрофинансирование составило менее 1 % мирового объёма операций микрофинансирования, «несмотря на тот факт, что практически половина клиентов микрофинансирования живёт в мусульманских странах, и спрос на исламское микрофинансирование очень стабильный.»
Исследование же 126 институтов микрофинансирования в 14 мусульманских странах, проведённое в 2008 году, определило охват исламского микрофинансирования на уровне 380 тыс. из общего количества населения 77 миллионов — только 0,5 % «общего объёма микрофинансирования». Наибольший объём исламского микрокредитования был зарегистрирован в Бангладеш, с показателями более 100 тыс. клиентов и двух действующих институтов, но это по сравнению с почти 8 миллионами заёмщиков, использующих традиционные продукты микрофинансирования, оставляя для исламского микрофинансирования лишь 1 % рынка микрофинансирования Бангладеш. Общая непогашенная задолженность перед исследуемыми исламскими институтами микрофинансирования составила около $198 миллионов долларов, при среднем размере займа 54 доллара.
Мухаммед Юнус, основатель Grameen Bank и банкинга микрофинансирования, а также другие сторонники микрофинансирования, которые не являются частью движения исламского банкинга, заявляют, что отсутствие обеспечения и отсутствие чрезмерного процента соответствует исламскому запрету ростовщичества (риба).

## Оценки и противоречия
Одно из противоречий исламских финансов заключается во взаимосвязи между процентным доходом от счетов в исламских и традиционных банков — в частности, насколько результаты похожи друг на друга. Это было замечено скептиками исламского банкинга, которые заявили о манипуляциях с доходом.
Исследование 2014 года с применением «наиболее современных экономических эконометрических методик» долгосрочного соотношения между ставками по срочным вкладам традиционных банков и ставками «банков-участников» (т.e. исламских банков) в Турции, показало, что три из четырёх банков-участников имеют «глубокую взаимосвязь» со ставками по срочным депозитам традиционных банков.
Другое исследование обнаружило «надёжные доказательства» того, что развитие шариатского исламского банкинга в мусульманских странах не «вытесняет» традиционный банкинг, а ведёт к «более быстрому развитию банковского сектора, что измеряется количеством частных кредитов или банковских депозитов в масштабе ВВП».

### Аутентичность
Шейх Мухаммед Таки Усмани (Усмани называли «большим папой современных исламских финансов»), участник AAOIFI (базирующегося в Бахрейне регулирующего института, который разрабатывает стандарты глобального исламского банкинга), заявил, что 85 % сукук были «неисламскими». 

Согласно другому ветерану исламской экономики, Мухаммеду Акрам Хану, исламский банкинг проповедовал «ведение бизнеса без процента», но на самом деле представляет собой «набор методик и приёмов, предназначенных для сокрытия процента». Махмуд Амин Эль-Гамал, профессор экономики в Университете Райса (США), описывал современные исламские финансы как «шариатский арбитраж» — т.e. то, что запрещено в традиционных финансах, становится разрешённым, если считается «соответствующим нормам шариата», несмотря на то, что имеет похожую, если не аналогичную, экономическую сущность.
В своей диссертации Сулиман Хамдан Албалави пришёл к выводу, что движение исламского банкинга «стало основным» и исламские банки, по крайней мере, в Саудовской Аравии и Египте, «отошли от использования распределения прибыли и убытков, в качестве основного принципа исламского банкинга».
Исламский экономист Мухаммед Акрам Хан также сетовал на то, что исламский банкинг развился в направлении сближения с традиционной банковской деятельностью и «имитирует традиционные банки в процессе создания продуктов» вместо того, чтобы утвердить «отличный вид банкинга, который бы соответствовал принципам справедливости, равного распределения дохода и этическим схемам инвестирования.»
Согласно Мухаммеду Наджатуалла Сиддикви, «в то время как теория стремилась утвердить исламские финансы в форме, отличной от традиционной, на практике участники рынка были заняты поиском путей того, как сделать их похожими друг на друга… Начиная с 1980х гг. шариатские консультанты были заняты разработкой соответствующих нормам шариата заменителей финансовых продуктов, с которым рынок был знаком.»

### Покупка фетвы
Журналист Джон Фостер сетует на то, что финансовые механизмы, которые представляются обывателю ипотечными залогами «приукрашенными арабской терминологией» (такой как договоры аренды, Мудараба или Иджара), делают «соответствующими нормам шариата» через практику «покупки фетвы» — т. e. покупки печати одобрения исламского учёного, подтверждающей, что продукт соответствует нормам шариата. Фостер цитирует «инвестиционного банкира, базирующегося в Дубае»: «Мы создаём тот же тип продуктов, что и для традиционных рынков. Затем мы звоним шариатскому учёному и просим фетву… Если он не даёт нам её, мы звоним другому учёному, предлагаем ему определённую сумму за услуги и просим фетву. Мы делаем так до получения фетвы. Затем может свободно распространять продукт в качестве исламского.» Согласно Фостеру, «ведущие учёные» часто зарабатывают ‘шестизначные цифры" за каждую фетву для финансового продукта.

### Риски
Вопрос о том, является ли исламский банкинг более или менее рискованным, чем традиционная банковская деятельность, вызывает разногласия. Зети Ахтар Азиз, глава Центрального банка Малайзии, утверждает, что шариатские банки «по своей природе более стабильны», чем традиционные. Но согласно журналу Economist, «долговой кризис Дубая в 2009 году показал, что сукук [исламские ценные бумаги] могут раздуть долг до немыслимых размеров». Согласно одному из авторов (Махмуд A. Эль-Гамал), в то время как исламские банки часто избегают применения слова «клиент» или «вкладчик» в пользу термина ‘партнёр’.
Концепция иджара используется некоторыми исламскими банками (Исламский банк Бангладеш, например) в качестве инструмента использования денег вместо более допустимого механизма поставки товаров или услуг с использованием денег в качестве инструмента. К сумме займа добавляется фиксированная сумма, которая должна быть выплачена банку, независимо получения прибыли от инвестиций, на которые использовалась ссуда, или её отсутствия. Согласно МВФ, поскольку исламский банкинг запрещает чистую денежную спекуляцию и отмечает, что сделки должны быть основаны на реальной экономической деятельности, то он связан с меньшими рисками, чем традиционная банковская деятельности, для стабильности финансовой системы.

### Иран
Критики считают, что иранский закон о беспроцентной банковской деятельности просто создал контекст для легитимизации ростовщичества или риба. В реальности все банки взимают с заёмщиков заранее установленную ставку процента, которую утверждает Центральным банком не реже одного раза в год. В рамках таких контрактов не происходит никакого обмена товарами или услугами, и банки редко принимают на себя коммерческие риски. Ценное обеспечение, такое как недвижимость, коммерческие бумаги, банковские гарантии и оборудование снижают любые риски убытков. В случае банкротства основная сумма долга, процент и просроченные платежи компенсируются за счёт продажи обеспечения.

### Немусульманское влияние
Большинство клиентов исламского банкинга находятся в странах Персидского залива и в развитых странах. Большинство финансовых институтов, которые предлагают услуги исламского банкинга, принадлежат немусульманам. С учётом того факта, что мусульман принимают на работу в такие организации исключительно для продвижения услуг, и они не имеют доступа к оперативному управлению, поэтому добросовестность таких институтов находится под вопросом. Было обнаружено, что один малайзийский банк, предлагающий основанные на исламских принципах инвестиционные средства, вкладывал большинство таких средств в азартные игры; при этом менеджеры, управляющие такими средствами, не являются мусульманами. Такой вид историй формирует среди мусульманского населения общее впечатление о том, что исламский банкинг — это ещё один способ повысить прибыль путём роста депозитов, и что только богатые получают выгоду от применения принципов исламского банкинга.

### Риба в качестве процента — это «урегулированный вопрос»
Исламские финансы основаны на убеждении, что «все формы процента — это риба, и, как следствие, запрещены» Когда член меньшинства (то есть один из немусульманских членов Национальной Ассамблеи, представляющий скорее религиозную группу, а не избирательный округ) Национальной Ассамблеи Пакистана поднял об этом вопрос в 2004 году, члены лидирующей исламской политической партии Пакистана (партии Мутахида Маджлис-е-Амал, ММА), демонстративно покинули Ассамблею в знак протеста против, как они сказали, пренебрежительных замечаний относительно процента в банковской деятельности:
Принимая участие в обсуждении бюджета, M.П. Бхиндара, член меньшинства ...ссылаясь на работы специалистов Университета Аль-Азхар, заявлял, что банковский процент не является неисламским. Он утверждал, что без процента страна не сможет получать иностранные займы и достичь желаемого прогресса. В палате возникло столпотворение, поскольку некоторые члены MMA ...встали со своих мест в знак протеста и пытались ответить на заявления Бхиндара. Сахибзада Фазал Карим сказал, что Совет исламской идеологии принял указ о том, что процент в любой форме харам в исламском обществе. Таким образом, он сказал, что ни один член не имеет права обсуждать этот решённый вопрос.
Тем не менее, небольшая часть учёных (Мухаммед Абду, Рашид Рида, Махмуд Шалтут, Сиед Ахмад Хан, Фазл ал-Рахман, Мухаммед Саид Тантави и Юсуф аль-Карадави) поставили под сомнение тот факт, что риба включает все виды процента. Другие (Мухаммед Акран Хан) поставили под сомнение тот факт, что риба — это преступление, запрещённое шариатом (исламским правом), и подлежит наказанию, как убийство и кража, или просто грех, наказание за который будет определять Господь, поскольку «ни Пророк, ни первые четыре халифа, ни какое-либо последующее исламское правительство не приняли закон против риба.»